# .bh
.bh為巴林國家及地區頂級域（ccTLD）的域名，於1994年2月1日啟用。它由巴林电信监管局負責管理。必须是在巴林注册的企业，并有一个巴林的电话账户才能註冊.bh域名。

## 外部連結
- IANA .bh whois information（页面存档备份，存于）